# Black Mirror (televisieserie)

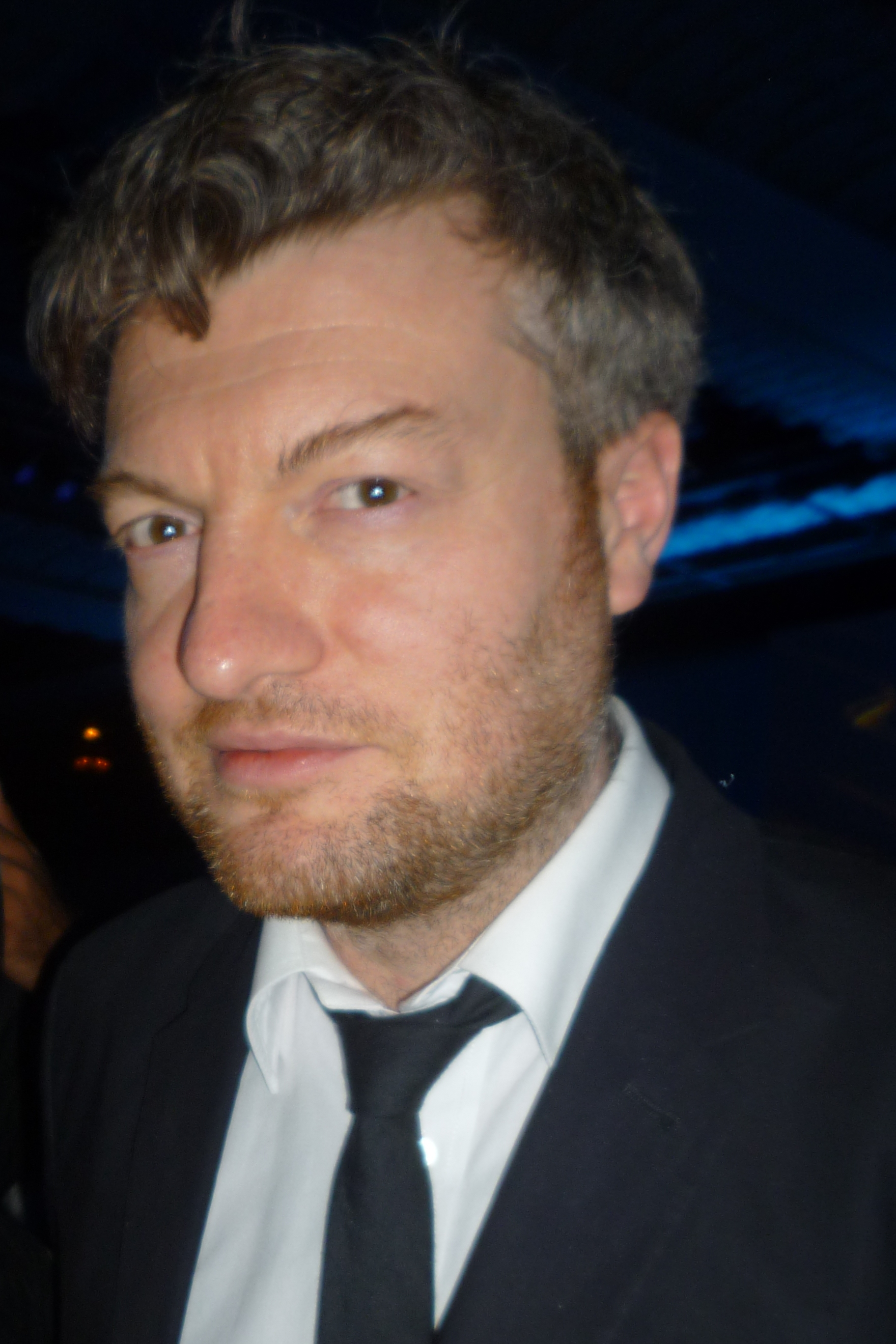
Charlie Brooker, de maker van Black Mirror

Black Mirror is een Britse televisieserie gemaakt door Charlie Brooker. De serie werd eerst geproduceerd door Zeppotron voor Endemol, en later door House of Tomorrow en Broke & Bones voor Netflix. In november 2012 won Black Mirror een internationale Emmy voor beste tv-film of miniserie. De naam Black Mirror is volgens Brooker een verwijzing naar een telefoonscherm dat uit staat. Wanneer men naar het scherm kijkt ziet men enkel een reflectie van zichzelf in een zwarte spiegel.
Elke aflevering van Black Mirror heeft een andere cast en een losstaande verhaallijn, waarmee het een zogeheten anthologieserie is. Overkoepelend thema vormen de snelle technologische ontwikkelingen in de 21e eeuw, mogelijke verdere ontwikkelingen en hoe deze de werkelijkheid beïnvloeden. Brooker omschrijft de serie als een zoektocht naar de bijwerkingen van de "drug" die technologie zou zijn. De serie wordt verder vaak omschreven als donker en satirisch.
Het eerste seizoen bestond uit drie afleveringen en werd uitgezonden op Channel 4 in december 2011; de dvd kwam uit op 27 februari 2012. Op 12 juli 2012 werd aangekondigd dat er een tweede seizoen zou worden gemaakt, dit seizoen werd uitgezonden in februari 2013. Vanaf januari 2014 waren de eerste afleveringen ook bij de VPRO op Nederland 2 te zien. Op 16 december 2014 werd een kerstspecial met als titel White Christmas uitgezonden. Het derde seizoen, bestaande uit zes afleveringen, werd op 21 oktober 2016 op Netflix gezet. Netflix nam de uitzendrechten over van Channel 4. In 2017 kwam het vierde seizoen uit, in 2018 volgde een interactieve film (Bandersnatch) en ook in 2019, 2023 en 2025 verschenen nieuwe seizoenen.

## Afleveringen
| Seizoen           | Afleveringen      | Uitzenddata         | Zender    |
| ----------------- | ----------------- | ------------------- | --------- |
| 1                 | 3                 | 4–18 december 2011  | Channel 4 |
| 2                 | 3                 | 11–25 februari 2013 | Channel 4 |
| Special           | Special           | 16 december 2014    | Channel 4 |
| 3                 | 6                 | 21 oktober 2016     | Netflix   |
| 4                 | 6                 | 29 december 2017    | Netflix   |
| Interactieve film | Interactieve film | 28 december 2018    | Netflix   |
| 5                 | 3                 | 5 juni 2019         | Netflix   |
| 6                 | 5                 | 15 juni 2023        | Netflix   |
| 7                 | 6                 | 10 april 2025       | Netflix   |

### Seizoen 1
De drie afleveringen van het eerste seizoen werden uitgezonden op 4, 11 en 18 december 2011.

#### The National Anthem
De fictieve Britse prinses Susannah wordt ontvoerd. De kidnapper dreigt haar te vermoorden, tenzij de Britse premier live op televisie geslachtsgemeenschap heeft met een varken.
Deze aflevering werd geschreven door Charlie Brooker en geregisseerd door Otto Bathurst. Hoofdrollen voor Rory Kinnear, Lindsay Duncan, Tom Goodman-Hill, Donald Sumpter, Lydia Wilson, Allen Leech, en Anna Wilson-Jones.

#### 15 Million Merits
In een satire op grote amusementsshows zien we een dystopische samenleving waarin mensen, allen gekleed in vrijwel identieke grijze trainingspakken de hele dag op hometrainers trappen om merits (verdiensten), een vorm van virtuele valuta, te verdienen. Mensen spenderen hun tijd aan het spelen van computerspelletjes, of al fietsend op de hometrainer kijken naar talentenjachten, filmkomedies en pornofilms. Ook worden de merits ingezet om accessoires te kopen voor computeravatars.
Deze aflevering werd geschreven door Charlie Brooker en Konnie Huq en geregisseerd door Euros Lyn. Hoofdrollen voor Daniel Kaluuya, Jessica Brown Findlay, Paul Popplewell, Rupert Everett, Julia Davis, Ashley Thomas en Hannah John-Kamen.

#### The Entire History of You
We zien een wereld waarin bijna alle mensen een implantaat bij hun oor hebben, waarin al hun audiovisuele herinneringen worden opgeslagen. Deze herinneringen kunnen te allen tijde in het eigen hoofd, of op een beeldscherm, terug worden afgespeeld. Dit wordt een 'redo' genoemd.
Deze aflevering werd geschreven door Jesse Armstrong en geregisseerd door Brian Welsh. Hoofdrollen voor Toby Kebbell, Jodie Whittaker, Tom Cullen en Jimi Mistry. Een andere rol wordt gespeeld door Karl Collins.

### Seizoen 2
De drie afleveringen van het tweede seizoen werden uitgezonden op 11, 18 en 25 februari 2012.

#### Be Right Back
Martha en Ash zijn een jong stel met een huis op het platteland. Als Ash omkomt bij een verkeersongeluk wijst Martha's vriendin Sarah erop dat er een nieuwe dienst beschikbaar is die op basis van iemands profiel op de sociale media een virtuele kloon van een persoon kan maken. Martha is eerst sceptisch maar raakt langzaamaan verslaafd aan het praten met de virtuele versie van haar overleden partner.
Deze aflevering werd geschreven door Charlie Brooker en geregisseerd door Owen Harris. Hoofdrollen voor Hayley Atwell, Domhnall Gleeson en Claire Keelan.

#### White Bear
Een vrouw wordt wakker op een stoel in een slaapkamer, maar kan zich niet meer herinneren wie ze is en hoe ze daar terecht is gekomen. Op de televisieschermen in het huis staat een vreemd symbool. Als ze naar buiten loopt, maken mensen continu filmpjes van haar met hun mobiele telefoons. Dan komt er een man met een bivakmuts met het vreemde symbool erop en die bedreigt haar met een jachtgeweer.
Deze aflevering werd geschreven door Charlie Brooker en geregisseerd door Carl Tibbetts. Hoofdrollen voor Lenora Crichlow, Michael Smiley, en Tuppence Middleton.

#### The Waldo Moment
Jamie Salter is een gefaalde komiek die het stemmetje en de bewegingen van een blauwe, geanimeerde beer genaamd Waldo doet. Als Waldo interviewt hij politici en andere bekende personen die denken dat het voor een kinderprogramma is, terwijl het eigenlijk grove humor voor volwassenen is. Aangezien Waldo erg populair is willen de producenten verdergaan, Salter is daar niet onverdeeld gelukkig mee. Als plots een politicus vanwege een seksschandaal opstapt vindt er een tussentijdse verkiezing plaats in het (fictieve) stadje Stentonford. De producent van Waldo, Jack Napier, stelt voor om de animatiebeer mee te laten doen aan die verkiezingen.
Deze aflevering werd geschreven door Charlie Brooker en geregisseerd door Bryn Higgins. Hoofdrollen voor Daniel Rigby, Jason Flemyng, en Chloe Pirrie. Andere rollen worden gespeeld door Tobias Menzies en Pip Torrens. Het idee was oorspronkelijk bedacht voor het televisieprogramma Nathan Barley uit 2005.

### Kerstspecial
De kerstspecial werd uitgezonden op 16 december 2014.

#### White Christmas
Twee mannen, Joe Potter (Rafe Spall) en Matt Trent (Jon Hamm) bevinden zich in een kleine buitenpost te midden van een sneeuwrijke wildernis. Joe wordt wakker op eerste kerstdag en ziet dat Matt een kerstdiner aan het bereiden is. Matt probeert Joe over te halen te vertellen waarom hij op de baan in de buitenpost terecht is gekomen, maar Joe wil dat niet. Dan begint Matt zijn eigen verhalen te vertellen, eerst over zijn hobby als datingcoach en daarna over zijn baan in een technologiebedrijf. Tot slot vertelt ook Joe zijn verhaal.
Deze special werd geschreven door Charlie Brooker en geregisseerd door Carl Tibbetts. Hoofdrollen voor Jon Hamm, Oona Chaplin en Rafe Spall. Ook Zahra Ahmadi speelt in deze special.

### Seizoen 3
De zes afleveringen van het derde seizoen werden op 21 oktober 2016 op Netflix geplaatst.

#### Nosedive
Door middel van een puntensysteem kan iedere interactie met andere mensen beoordeeld worden. De hoogte van iemands score heeft invloed op de sociale status die iemand geniet, welke bedrijven zaken met ze willen doen en kan zelfs een korting geven op de huur van een woning. Lacie is geobsedeerd met haar score en post regelmatig dingen online die niet zozeer een uitlaatklep van haar echte emoties zijn maar enkel een manier om haar score te verhogen. Wanneer een vage kennis met een hele hoge score haar vraagt bruidsmeisje te zijn op haar trouwerij kan Lacie haar geluk niet op. Het huwelijk zal bezocht worden door louter mensen met hoge scores waardoor Lacie kans ziet haar eigen score enorm op te krikken.
Geregisseerd door Joe Wright, geschreven door Charlie Brooker, Rashida Jones en Mike Schur. Hoofdrollen voor Bryce Dallas Howard, Alice Eve, James Norton en Cherry Jones. Andere rollen worden gespeeld door Alan Ritchson, Susannah Fielding, Michaela Coel en Sope Dirisu.

#### Playtest
Cooper is een Amerikaan die een wereldreis aan het maken is. Aangekomen in Groot-Brittannië raakt Cooper zijn geld kwijt en is hij niet in staat zijn terugreis naar Amerika te betalen. Hij besluit gebruik te maken van een app genaamd Oddjobs die mensen grof geld bieden als ze bereid zijn mee te doen aan experimenten. Cooper besluit deel te nemen aan een project van SaitoGemu, een game developer die aan het proberen is om de ultieme horrorgame te ontwikkelen. 
Geregisseerd door Dan Trachtenberg, geschreven door Charlie Brooker. Hoofdrollen voor Wyatt Russell, Hannah John-Kamen, Wunmi Mosaku en Ken Yamamura.

#### Shut Up and Dance
Kenny is een jongeman die werkt bij een restaurant. De camera van zijn laptop wordt gehackt en een anonieme hacker dreigt een filmpje van Kenny terwijl hij aan het masturberen was naar al zijn vrienden en familie te sturen. De hacker geeft Kenny opdrachten die hij moet opvolgen om te voorkomen dat de video verspreid wordt.  
Geregisseerd door James Watkins, geschreven door Charlie Brooker en William Bridges. Hoofdrollen voor Alex Lawther en Jerome Flynn.

#### San Junipero
Yorkie is een verlegen meisje dat ronddoolt in het uitgaansgebied van San Junipero in 1987. Kelly, een uitbundige, zelfverzekerde jonge vrouw haalt Yorkie over om te mee te gaan stappen, maar Yorkie is duidelijk niet op haar gemak. Iedereen in San Junipero heeft het over een mysterieuze deadline en schijnbaar stopt alles om middernacht om vervolgens een week later opnieuw te beginnen.  
Geregisseerd door Owen Harris, geschreven door Charlie Brooker. Hoofdrollen voor Gugu Mbatha-Raw en Mackenzie Davis.
Met deze aflevering won Black Mirror in 2017 een Emmy in de categorie 'Outstanding Television Movie'. Brooker kreeg een Emmy voor 'Outstanding Writing for a Limited Series, Movie, or Dramatic Special'.

#### Men Against Fire
Stripe is een jonge soldaat in het leger. De wereld wordt bedreigd door een groep gemuteerde mensen genaamd Roaches. Ze hebben grote slagtanden en vallen regelmatig burgers aan om voedsel te stelen. Op Stripe's eerste missie lukt het hem twee Roaches te doden. Zijn collega's zijn content maar een lichtgevend elektronisch apparaat dat een van de Roaches op Stripe richtte zorgt ervoor dat hij hallucinaties krijgt en de wereld anders begint te ervaren. 
Geregisseerd door Jakob Verbruggen, geschreven door Charlie Brooker. Hoofdrollen voor Malachi Kirby, Madeline Brewer, Ariane Labed, Sarah Snook en Michael Kelly.

#### Hated in the Nation
Een schrijfster van een gemeen artikel over gehandicapten krijgt de volle laag op sociale media. De hashtag #DeathTo wordt trending op Twitter en gebruikers roepen massaal op om de schrijfster van kant te maken. De volgende dag wordt ze dood in haar huis gevonden. De hoofdverdachte is meteen haar echtgenoot maar nadat een rapartiest op sociale media afgebrand wordt na een televisieoptreden en vervolgens ook vermoord wordt, blijkt dat er iets veel groters gaande is. De kijker volgt de agenten Karin en Blue die proberen te achterhalen wat hier achter zit. 
Geregisseerd door James Hawes, geschreven door Charlie Brooker. Hoofdrollen voor Kelly Macdonald, Faye Marsay en Benedict Wong. Andere rollen worden gespeeld door Jonas Karlsson, Ben Miles en Duncan Pow.

### Seizoen 4
De zes afleveringen van het vierde seizoen werden op 29 december 2017 op Netflix geplaatst.

#### USS Callister
Robert Daly is een sullige medewerker van een IT bedrijf. In zijn vrije tijd speelt hij een spel waarbij hij de grote held is aan boord van een ruimteschip. Wanneer een nieuw bemanningslid aan boord komt blijkt dat zijn virtuele wereld niet zo onschuldig is.
De aflevering is geregisseerd door Toby Haynes. De hoofdrollen worden gespeeld door Jesse Plemons, Cristin Milioti, Jimmi Simpson en Michaela Coel. Andere rollen worden gespeeld door Billy Magnussen en Aaron Paul.

#### Arkangel
Een alleenstaande moeder raakt in paniek nadat ze haar jonge dochter kwijt raakt in de speeltuin. Hoewel ze al snel herenigd worden is het een traumatische ervaring voor haar, en ze besluit een programma te installeren waarmee ze haar dochter dag en nacht in de gaten kan houden en ongewenste ervaringen kan blokkeren.
De aflevering is geregisseerd door Jodie Foster. De hoofdrollen worden gespeeld door Rosemarie DeWitt, Brenna Harding, Nicholas Campbell en Owen Teague.

#### Crocodile
Een vrouw is samen met haar vriend op vakantie. Hij rijdt per ongeluk een fietser aan, terwijl hij gedronken heeft. Ze willen de politie niet bellen en lozen het lichaam. Jaren later komt dezelfde vriend terug. Zij heeft dan een andere man en een kind. Hij vertelt haar dat hij de aanrijding eindelijk op wil biechten. Doordat ze een familie heeft, wil ze niet naar de politie.
De muziek die in deze aflevering een belangrijke rol speelt, het nummer Anyone who knows what love is van de Amerikaanse zangeres Irma Thomas, is een referentie aan de tweede aflevering van seizoen 1: 15 Million Merits. Daarin wordt hetzelfde nummer gezongen door Jessica Brown Findlay.
De aflevering was geregisseerd door John Hillcoat. De hoofdrollen worden gespeeld door Andrea Riseborough, Kiran Sonia Sawar, Andrew Gower, Anthony Welsh en Claire Rushbrook.

#### Hang the DJ
2 jonge singles ontmoeten elkaar bij een blind date in een restaurant. Ze doen mee aan een datingexperiment waarbij een knop in hun zak bepaalt hoe lang de date duurt. De dating app belooft de deelnemers dat ze vrijwel zeker hun soulmate zullen vinden tijdens het experiment.
De aflevering is geregisseerd door Tim Van Patten. De hoofdrollen worden gespeeld door Georgina Campbell, Joe Cole, George Blagden, Gwyneth Keyworth en Gina Bramhill.

#### Metalhead
Post-apocalyptisch Schotland. Onduidelijk blijft hoe het zover is gekomen. Twee mannen en een vrouw doen een poging specifieke voorraad uit een opslag te stelen. Helaas worden ze door een bewakingsrobot betrapt die agressief in de achtervolging gaat. Alleen de vrouw weet voorlopig te overleven. De hond is sterk geïnspireerd op het Amerikaanse DARPA project en lijkt op eigen initiatief te werken. Dit maakt de setting tot een beklemmend realistische toekomstvisie.
De aflevering is geregisseerd door David Spade. De hoofdrollen worden gespeeld door Maxine Peake, Jake Davies en Clint Dyer.

#### Black Museum
Een vrouw komt een museum binnen en luistert naar de verhalen van de eigenaar over verschillende technologische museumstukken.
De aflevering is geregisseerd door Colm McCarthy. De hoofdrollen worden gespeeld door Douglas Hodge, Letitia Wright, Daniel Lapaine, Aldis Hodge, Alexandra Roach en Babs Olusanmokun.

### Interactieve film

#### Bandersnatch
Een jonge programmeur werkt in Engeland in de jaren 80 aan een interactief computerspel.
De film is geregisseerd door David Slade. De hoofdrollen worden gespeeld door Fionn Whitehead, Craig Parkinson, Alice Lowe, Asim Chaundry en Will Poulter. Jeff Minter speelt ook een rol in de film.

### Seizoen 5
De drie afleveringen van het vijfde seizoen werden op 5 juni 2019 op Netflix geplaatst.

#### Striking Vipers
Twee oude studievrienden raken weer in contact en pakken de nieuwste versie van een spellenreeks uit hun studietijd weer op. Het spel speelt zich in een zeer geavanceerde virtuele wereld af, en heeft daardoor een onverwachte werking op de twee.
De aflevering is geregisseerd door Owen Harris. De hoofdrollen worden gespeeld door Anthony Mackie en Yahya Abdul-Mateen II. Een andere rol wordt gespeeld door Pom Klementieff.

#### Smithereens
In Londen kidnapt een taxichauffeur (als bestuurder voor een dienst die lijkt op Uber) een medewerker van een groot socialmediabedrijf.
De aflevering is geregisseerd door James Hawes. De hoofdrollen worden gespeeld door Andrew Scott, Damson Idris, Topher Grace, Monica Dolan en Amanda Drew.

#### Rachel, Jack and Ashley Too
Een eenzaam tienermeisje raakt bevriend met een interactieve figurine van haar favoriete popster Ashley O (gespeeld door Miley Cyrus). Wanneer het poppetje raar begint te doen komt ze samen met haar zus tot een grote ontdekking. Ondertussen zien we hoe de echte Ashley O in de problemen komt.
De aflevering is geregisseerd door Annie Sewitsky. De hoofdrollen worden gespeeld door Miley Cyrus, Angourie Rice en Madison Davenport. Ook speelt Marc Menchaca een rol in de aflevering.

### Seizoen 6
De vijf afleveringen van het zesde seizoen werden op 15 juni 2023 op Netflix geplaatst.

#### Joan is Awful
In de Verenigde Staten staat het leven van een vrouw op zijn kop als ze erachter komt dat haar persoonlijke leven te volgen is in een dramaserie op een wereldwijd Video-on-demandplatform.
De aflevering is geregisseerd door Ally Pankiw. De hoofdrollen worden gespeeld door Annie Murphy, Salma Hayek, Avi Nash en Rob Delaney. Andere rollen worden gespeeld door Himesh Patel, Ben Barnes, Ayo Edebiri en Michael Cera.

#### Loch Henry
Een jonge student van de filmacademie en diens vriendin bezoeken zijn geboorteplaats aan een Loch in Schotland voor een natuurdocumentaire. Aldaar veranderen de plannen voor de documentaire echter als een lugubere gebeurtenis uit het verleden van het dorpje wordt aangehaald.
De aflevering is geregisseerd door Sam Miller. De hoofdrollen zijn gespeeld door Samuel Blenkin, Myha'la Herrold, Daniel Portman, John Hannah en Monica Dolan.

#### Beyond the Sea
Twee Amerikaanse astronauten zijn in een sciencefictionversie van de jaren 1960 op meerjarige missie in de ruimte. De hoogtechnologische oplossing die daarbij wordt gebruikt om contact te houden met het thuisfront zorgt voor grote problemen na een tragische gebeurtenis op aarde.
De aflevering is geregisseerd door John Crowley. De hoofdrollen worden gespeeld door Aaron Paul, Josh Hartnett, Kate Mara, Auden Thornton en Rory Culkin.

#### Mazey Day
Een Paparazzifotografe zoekt in het Californië van de vroege jaren 2000 naar een filmster die sinds haar opnames in Tsjechië vermist is geraakt.
De aflevering is geregisseerd door Uta Briesewitz. De hoofdrollen worden gespeeld door Zazie Beetz, Clara Rugaard, Danny Ramirez, Robbie Tam en James P. Rees.

#### Demon 79
In 1979 werkt een Engelse vrouw van Indiase afkomst als schoenenverkoopster in een warenhuis. Haar ontmoeting met een demon zet haar aan tot verschrikkelijke daden die noodzakelijk zijn om nog meer leed te voorkomen.
De aflevering is geregisseerd door Toby Haynes. De hoofdrollen worden gespeeld door Anjana Vasan en Paapa Essiedu. Ook speelt Shaun Dooley een rol.

### Seizoen 7
De afleveringen van het zevende seizoen werden op 10 april 2025 op Netflix geplaatst.

#### Common people
Schoollerares Amanda vecht voor haar leven na een medisch spoedgeval. Haar wanhopige man Mike meldt haar aan bij Rivermind, een high-tech systeem dat haar levend houdt.
De aflevering werd geregisseerd door Ally Pankiw. De hoofdrollen worden gespeeld door Chris O'Dowd, Rashida Jones en Tracee Ellis Ross. Andere rollen worden gespeeld door Nicholas Cirillo en Donald Sales.

#### Bête Noire
Maria is ongerust als haar vroegere schoolvriendin Verity bij het bedrijf komt werken waar ze werkt - want er is iets heel vreemds aan Verity, iets wat alleen Maria lijkt op te merken.
De aflevering werd geregisseerd door Toby Haynes. De hoofdrollen worden gespeeld door Siena Kelly en Rosy McEwen. De andere rollen worden gespeeld door Michael Workeye, Hannah Griffiths, Ben Ashenden, Amber Grappy en Ben Bailey Smith.

#### Hotel Reverie
Een hightech, ongewoon meeslepende remake van een oude Britse film stuurt Hollywood-ster Brandy Friday naar een andere dimensie, waar ze zich aan het script moet houden als ze ooit weer thuis wil komen.
De aflevering werd geregisseerd door Haolu Wang. De hoofdrollen werden gespeeld door Issa Rae, Emma Corrin, Harriet Walter en Awkwafina. De andere rollen werden gespeeld door Enzo Cilenti, Elliot Barnes-Worrell, Natalia Kostrzewa, Stanley Weber, Farid Larbi, Waleed Hammad, Charlie Hiscock en Danielle Vitalis.

#### Plaything
In een Londen van de nabije toekomst wordt een excentrieke moordverdachte in verband gebracht met een ongebruikelijk videospel uit de jaren 90 - een spel bevolkt door schattige, evoluerende kunstmatige levensvormen.
De aflevering werd geregisseerd door David Slade. De hoofdrollen worden gespeeld door Peter Capaldi, Lewis Gribben, James Nelson-Joyce en Michele Austin. Asim Chaundhry en Will Poulter keren terug als Mohan Thakur en Colin Ritman uit de interactieve Black Mirror film: Black Mirror: Bandersnatch uit 2018. Andere rollen worden gespeeld door Ami Tredrea, Darryl Foster, Jay Simpson en Josh Finan.

#### Eulogy
Een eenzame man maakt kennis met een grensverleggend nieuw systeem waarbij gebruikers letterlijk in oude foto's kunnen stappen.
De aflevering is geregisseerd door Christopher Barrett en Luke Taylor. De hoofdrollen worden gespeeld door Paul Giamatti en Patsy Ferran.

#### Uss Callister: Into Infinity
Deze aflevering is een vervolg op "USS Callister" uit seizoen 4. Robert Daley is dood, maar nu is de crew van de USS Callister gestrand in een oneindig virtueel universum. Ze moeten het opnemen tegen 30 miljoen andere spelers.
De aflevering is geregisseerd door Toby Haynes. De hoofdrollen worden gespeeld door Cristin Milioti, Jimmi Simpson, Billy Magnussen, Osy Ikhile, Milanka Brooks, Paul G. Raymond en Jesse Plemons. Deze acteurs keerde terug in hun rollen uit de aflevering "USS Callister" uit seizoen 4 uit 2017.